# Шумейко Олександр Олексійович
Олександр Олексійович Шумейко (23 травня 1955, Дніпродзержинськ) — український математик. Спеціаліст в теорії апроксимації, доктор фізико-математичних наук, професор.

## Біографія
Народився 23 травня 1955 у місті Дніпродзержинськ.
Закінчив Дніпропетровський державний університет.
Науковий ступінь кандидата фізико-математичних наук захистив у 1983 році («Деякі екстремальні задачі теорії наближення функцій сплайнами»).
Докторську дисертацію захистив у 2006 році з теми: Методи та інформаційні технології обробки даних, що підвищують тактичні та експлуатаційні характеристики систем управління спеціального призначення.
Ректор ІП «Стратегія».